# 蒂蒂尼山
16°56′00″S 70°27′22″W / 16.93333°S 70.45611°W
蒂蒂尼山（Titini），是秘魯的山峰，位於該國南部莫克瓜大區和塔克納大區，由卡魯馬斯區和坎達拉韋區負責管轄，屬於安地斯山脈的一部分，海拔高度4,800米。